# ミスワキ
ミスワキ (Miswaki) はアメリカ合衆国生産の競走馬、種牡馬。競走馬時代はフランスのG1競走1勝にとどまったが、種牡馬として大きな成功を収めた。

## 経歴
1980年8月のヤコウレフ賞でデビューし1着。次走のG1モルニ賞は2着だったが、続くサラマンドル賞に優勝し、初重賞制覇をG1競走で果たした。次走はイギリスに渡りデューハーストステークスに出走するがここまで4戦4勝のストームバードの3着に敗れる。
翌1981年は主戦場をアメリカへと移すがおもに一般競走に出走し、重賞を勝つことのないまま年内で引退した。重賞は2歳G1を1つ勝っただけと一流と言うにはやや遠い現役時代だったと言える。だが、ミスワキの真価は種牡馬になってから発揮された。
ヨーロッパでは凱旋門賞優勝馬アーバンシーやイタリアの名馬ミシルを、アメリカではエクリプス賞年度代表馬ブラックタイアフェアーを、日本ではジャパンカップ優勝馬マーベラスクラウンをと世界各地で活躍馬を輩出し続けた。
産駒の特徴としてはミスタープロスペクターの直系としてはめずらしく、芝の中長距離で多くの活躍馬を出したことが挙げられる。また、ブルードメアサイアーとしてはさらに優秀であり、デイラミ、ガリレオ、サイレンススズカ、ダラカニ、シーザスターズなど活躍馬多数。2001年にはイギリス・アイルランドのリーディングブルードメアサイアーに輝いた。

## 代表産駒
※G1競走優勝馬のみ記載。
- Papal Power（1983年産 ホープフルステークス）
- Waki River（1985年産 クリテリウム・ド・サンクルー）
- Black Tie Affair（1986年産 ブリーダーズカップ・クラシック、フィリップH.アイズリンハンデキャップなど重賞11勝）
- Misil（1988年産 ローマ賞、ジョッキークラブ大賞、伊2000ギニーなど重賞8勝）
- Urban Sea（凱旋門賞など重賞4勝）
- マーベラスクラウン（1990年産 ジャパンカップなど重賞3勝）
- Kistena（1993年産 アベイ・ド・ロンシャン賞）
- Bachelor Duke（2001年産 アイリッシュ2000ギニー）

### ブルードメアサイアーとしての産駒
- Hernando（リュパン賞、ジョッケクルブ賞）
- Daylami（プール・デッセ・デ・プーリッシュ、エクリプスステークス、マンノウォーステークス、コロネーションカップ、キングジョージ6世&クイーンエリザベスステークス、アイリッシュチャンピオンステークス、ブリーダーズカップ・ターフ）
- Galileo（エプソムダービー、アイリッシュダービー、キングジョージ6世&クイーンエリザベスステークス）
- Black Sam Bellamy（ジョッキークラブ大賞、タタソールズゴールドカップ）
- Dalakhani（クリテリウム・アンテルナシオナル、リュパン賞、ジョッケクルブ賞、凱旋門賞）
- Sea The Stars（2000ギニー、エプソムダービー、エクリプスステークス、インターナショナルステークス、アイリッシュチャンピオンステークス、凱旋門賞）
- タイキフォーチュン（NHKマイルカップ）
- サイレンススズカ（宝塚記念）
- ザッツザプレンティ（菊花賞）

## 血統表
| ミスワキの血統（ミスタープロスペクター系 / Nasrullah 4×4=12.50%、Bull Dog 5×5=6.25%） | ミスワキの血統（ミスタープロスペクター系 / Nasrullah 4×4=12.50%、Bull Dog 5×5=6.25%） | ミスワキの血統（ミスタープロスペクター系 / Nasrullah 4×4=12.50%、Bull Dog 5×5=6.25%） | （血統表の出典）   | （血統表の出典） |
| 父 Mr. Prospector 1970 鹿毛                                                           | 父の父Raise a Native 1961 栗毛                                                        | Native Dancer                                                                         | Polynesian         | Polynesian       |
| 父 Mr. Prospector 1970 鹿毛                                                           | 父の父Raise a Native 1961 栗毛                                                        | Native Dancer                                                                         | Geisha             |                  |
| 父 Mr. Prospector 1970 鹿毛                                                           | 父の父Raise a Native 1961 栗毛                                                        | Raise You                                                                             | Case Ace           | Case Ace         |
| 父 Mr. Prospector 1970 鹿毛                                                           | 父の父Raise a Native 1961 栗毛                                                        | Raise You                                                                             | Lady Glory         |                  |
| 父 Mr. Prospector 1970 鹿毛                                                           | 父の母Gold Digger 1962 鹿毛                                                           | Nashua                                                                                | Nasrullah          | Nasrullah        |
| 父 Mr. Prospector 1970 鹿毛                                                           | 父の母Gold Digger 1962 鹿毛                                                           | Nashua                                                                                | Segula             |                  |
| 父 Mr. Prospector 1970 鹿毛                                                           | 父の母Gold Digger 1962 鹿毛                                                           | Sequence                                                                              | Count Fleet        | Count Fleet      |
| 父 Mr. Prospector 1970 鹿毛                                                           | 父の母Gold Digger 1962 鹿毛                                                           | Sequence                                                                              | Miss Dogwood       |                  |
| 母 Hopespringseternal 1971 栗毛                                                       | 母の父Buckpasser 1963 鹿毛                                                            | Tom Fool                                                                              | Menow              | Menow            |
| 母 Hopespringseternal 1971 栗毛                                                       | 母の父Buckpasser 1963 鹿毛                                                            | Tom Fool                                                                              | Gaga               |                  |
| 母 Hopespringseternal 1971 栗毛                                                       | 母の父Buckpasser 1963 鹿毛                                                            | Busanda                                                                               | War Admiral        | War Admiral      |
| 母 Hopespringseternal 1971 栗毛                                                       | 母の父Buckpasser 1963 鹿毛                                                            | Busanda                                                                               | Businesslike       |                  |
| 母 Hopespringseternal 1971 栗毛                                                       | 母の母Rose Bower 1966 黒鹿毛                                                          | Princequillo                                                                          | Prince Rose        | Prince Rose      |
| 母 Hopespringseternal 1971 栗毛                                                       | 母の母Rose Bower 1966 黒鹿毛                                                          | Princequillo                                                                          | Cosquilla          |                  |
| 母 Hopespringseternal 1971 栗毛                                                       | 母の母Rose Bower 1966 黒鹿毛                                                          | Lea Lane                                                                              | Nasrullah          | Nasrullah        |
| 母 Hopespringseternal 1971 栗毛                                                       | 母の母Rose Bower 1966 黒鹿毛                                                          | Lea Lane                                                                              | Lea Lark F-No.16-g |                  |

- 母の孫にディアヌ賞（仏オークス）など6戦3勝のLacovia、その産駒にデューハーストステークスなど12戦3勝のTobougg、Lacoviaの孫にメイショウオウドウなどがいる。
- 2代母Rose Bowerはメイトロンステークスなど22戦6勝、3代母Lea Laneはケンタッキーオークス2着など12戦4勝と競走馬としても活躍している。
- 4代母Lea Larkの孫にアップルトンハンデキャップなど20戦10勝の成績をあげ日本で種牡馬生活を送ったゴーマーチング、ブリーダーズフュチュリティなど39戦9勝の成績を上げ日本で種牡馬生活を送ったデュールがいる。また、Lea Larkの4代孫にロジャーズゴールドカップなど10戦4勝のFair of the Furze、その子孫にドバイワールドカップ優勝馬のAlmutawakel、伊ダービー馬のホワイトマズルがいる。